# Ligaria inexpectata
Ligaria inexpectata är en bönsyrseart som beskrevs av Johann Heinrich Kaltenbach 1996. Ligaria inexpectata ingår i släktet Ligaria och familjen Mantidae. Inga underarter finns listade i Catalogue of Life.